# Xuân Bái
Xuân Bái là một xã thuộc huyện Thọ Xuân, tỉnh Thanh Hóa, Việt Nam.

## Địa lý
Xã Xuân Bái nằm ở cực tây của huyện Thọ Xuân, có vị trí địa lý:
- Phía đông giáp xã Thọ Xương
- Phía tây giáp huyện Thường Xuân với ranh giới là sông Chu
- Phía nam giáp xã Xuân Phú
- Phía bắc giáp huyện Ngọc Lặc với ranh giới là sông Chu.

Xã có diện tích 5,86 km², dân số năm 1999 là 7.797 người, mật độ dân số đạt 1.331 người/km².

## Hành chính
Xã Xuân Bái được chia thành 8 thôn: Xuân Tân, Hồng Sơn, Hồng Kỳ, Hồng Phong, Minh Thành 1, Minh Thành 2, Quyết Thắng 1, Quyết Thắng 2.

## Lịch sử

### Tổng quan
Tương truyền rằng vào cuối thế kỷ 14 khi Lê Lợi tìm cách trốn chạy khỏi sự bao vây của quân Minh, ông chạy đến một làng trên thấy người dân ở ở đây chạy ra bái lạy; chạy xuống làng dưới dân làng cũng bắt chước chạy ra vái. Sau này đuổi được giặc, ông đặt tên hai làng này là Bái Thượng và Bái Đô hiện nay thuộc xã Xuân Bái, cách khu di tích Lam Kinh 3 km về phía tây nam.
Trước Cách mạng Tháng Tám 1945, vùng đất Xuân Bái thuộc huyện Lôi Dương, phủ Thọ Xuân.
Sau Cách mạng Tháng Tám 1945, bỏ phủ Thọ Xuân, đổi huyện Lôi Dương thành huyện Thọ Xuân. Khi đó xã Xuân Bái là một trong 50 xã của huyện Thọ Xuân.
Ngày 20 tháng 6 năm 2018, Bộ Xây dựng ban hành Quyết định số 834/QĐ-BXD công nhận đô thị Lam Sơn – Sao Vàng (gồm các thị trấn Lam Sơn, Sao Vàng; các xã Thọ Xương, Xuân Bái, Xuân Lam và một phần các xã Thọ Lâm, Xuân Phú, Xuân Thắng) là đô thị loại IV.

### Phân chia hành chính
Trước khi thực hiện sáp nhập thôn theo Quyết định số 3110/QĐ-UBND ngày 17 tháng 8 năm 2018 của Ủy ban nhân dân tỉnh Thanh Hóa, trên địa bàn xã Xuân Bái có 12 thôn: 1, 2, 3, 4, 5, 6, 7, 8, Minh Thành 1, Minh Thành 2, Quyết Thắng 1, Quyết Thắng 2.
Ngày 17 tháng 8 năm 2018, Ủy ban nhân dân tỉnh Thanh Hóa ban hành Quyết định số 3110/QĐ-UBND về việc đổi tên; chuyển thôn thành khu phố; sáp nhập để thành lập thôn, tổ dân phố tại xã, phường, thị trấn thuộc các huyện, thị xã, thành phố trên địa bàn tỉnh Thanh Hóa. Theo đó:
- Sáp nhập thôn 3 và một phần thôn Minh Thành 2 để thành lập thôn Minh Thành 2
- Sáp nhập thôn 5 và thôn 6 để thành lập thôn Hồng Kỳ
- Sáp nhập thôn 7 và thôn 8 để thành lập thôn Hồng Phong
- Sáp nhập một phần thôn Minh Thành 1  và thôn 4 để thành lập thôn Minh Thành 1
- Sáp nhập thôn Quyết Thắng 2 và một phần thôn Minh Thành 1 và một phần thôn Minh Thành 2 để thành lập thôn Quyết Thắng 2
- Đổi tên thôn 1 thành thôn Xuân Tân; thôn 2 thành thôn Hồng Sơn.

Sau khi thực hiện sáp nhập, xã Xuân Bái còn 8 thôn: Xuân Tân, Hồng Sơn, Hồng Kỳ, Hồng Phong, Minh Thành 1, Minh Thành 2, Quyết Thắng 1, Quyết Thắng 2.

## Kinh tế - Xã hội

### Kinh tế
Kinh tế xã chủ yếu là nông nghiệp và dịch vụ. Nông nghiệp gồm cây lương thực như: lúa nước, ngô, sắn; cây công nghiệp chủ yếu là cây mía cung cấp cho nhà máy đường Lam Sơn. Xã cũng có ngành nghề đan lát cũng rất phát triển ở thôn Xuân Tân, ngành trồng dâu nuôi tằm ở thôn Hồng Phong.
Xã có đập Bái Thượng được xây dựng bởi Pháp từ cuối thế kỷ 19 và được sửa chữa lại vào cuối thập kỷ 90, cung cấp nước tưới cho hàng chục ngàn hecta đất đai vùng đông nam khô cằn của tỉnh Thanh Hóa, tăng năng suất cây trồng. Cầu Bái Thượng - cây cầu nối giữa xã Xuân Bái với huyện Thường Xuân có ý nghĩa quan trọng trong việc thông thương phát triển kinh tế của xã cũng như phía tây của huyện Thọ Xuân và tỉnh Thanh hóa, làm chuyển phát triển kinh tế xã từ nông nghiệp sang dịch vụ hàng hóa mà đầu mối là chợ Bái Thượng và khu dịch vụ lưu chuyển hàng hóa nhộn nhịp của phía tây huyện Thọ Xuân.

### Xã hội

#### Dân cư
Những năm đầu thế kỷ 15, khi Lê Lợi dấy binh khởi nghĩa đánh đuổi giặc Minh, những tên làng Bái Thượng, Bái Đô cũng xuất hiện từ đây. Đặc biệt thời kỳ thực dân Pháp đô hộ nước ta và cho tiến hành xây dựng đập Bái Thượng, số dân đi phu từ Hải Phòng, Nghệ An, Hà Nam Ninh tập trung về sinh sống, lập nghiệp ở đây. Hiện dân số toàn xã là gần 8.000 người, trong đó có một số ít là người dân tộc thiểu số (Thái, Mường, ...).

#### Văn hóa - Du lịch

##### Di tích
Xã có ngôi chùa Linh Cảnh (chùa Bái) đã được Ủy ban nhân dân tỉnh Thanh Hóa cấp bằng công nhận là di tích lịch sử văn hóa và kiến trúc nghệ thuật ngày 20 tháng 11 năm 1989, là nơi lui về của người dân mỗi dịp lễ tết. Chùa Linh Cảnh cũng là trụ sở của ban trị sự huyện hội phật giáo Thọ Xuân. Hàng năm xã có lễ hội rước thành Hoàng làng, là người đầu tiên khai phá lập làng.
Ngoài ra trên địa bàn xã còn có đền thờ Quốc mẫu thần phi Trịnh Thị Ngọc Lữ bên cạnh khu công viên sinh thái tre luồng Thanh Tam.

##### Đặc sản
| - Nem chua Thanh Hóa - Giò bò, giò heo, chả heo - Cháo lươn - Bánh cuốn - Chả tôm | - Cá sứt mũi kho - Cá ké - Bún, phở - Bánh khoái |

## Giao thông
Xã Xuân Bái có tuyến Quốc lộ 47 nối từ thành phố Sầm Sơn đến cửa khẩu Khẹo.